# Valtournenche (valle)
La Valtournenche (pron. fr. AFI: [valtuʁnɑ̃ʃ]) è una valle alpina laterale della Valle d'Aosta, che dà inoltre il nome al comune che si estende sulla sua testata, Valtournenche.

## Geografia
La valle è orientata nella direzione sud-nord. A sud vi è la valle principale della Dora Baltea, con la quale la Valtournenche si congiunge a Châtillon. A nord vi è la catena delle Alpi Pennine e tra questi monti primeggia il Cervino. Oltre la cresta delle vette si trova la valle svizzera Mattertal di Zermatt. Il colle del Teodulo (Col de Saint-Théodule) collega queste due valli. Ad est la Valtournenche confina con la val d'Ayas. Ad ovest nella bassa valle confina con il Vallone di Saint-Barthélemy e nell'alta valle con la Valpelline. La valle è solcata dal torrente Marmore, affluente di sinistra della Dora Baltea.

### Orografia

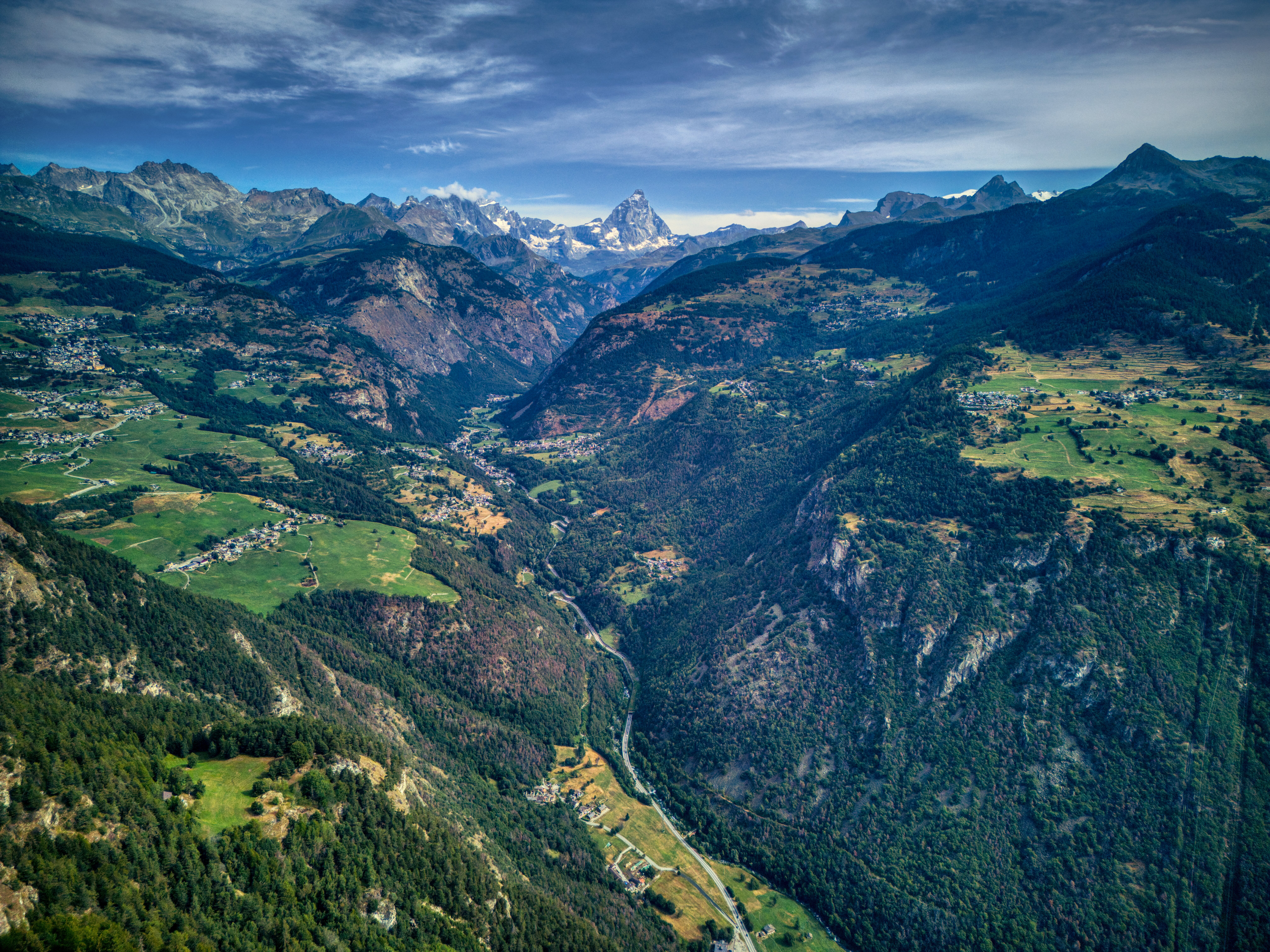
La valle e il Cervino

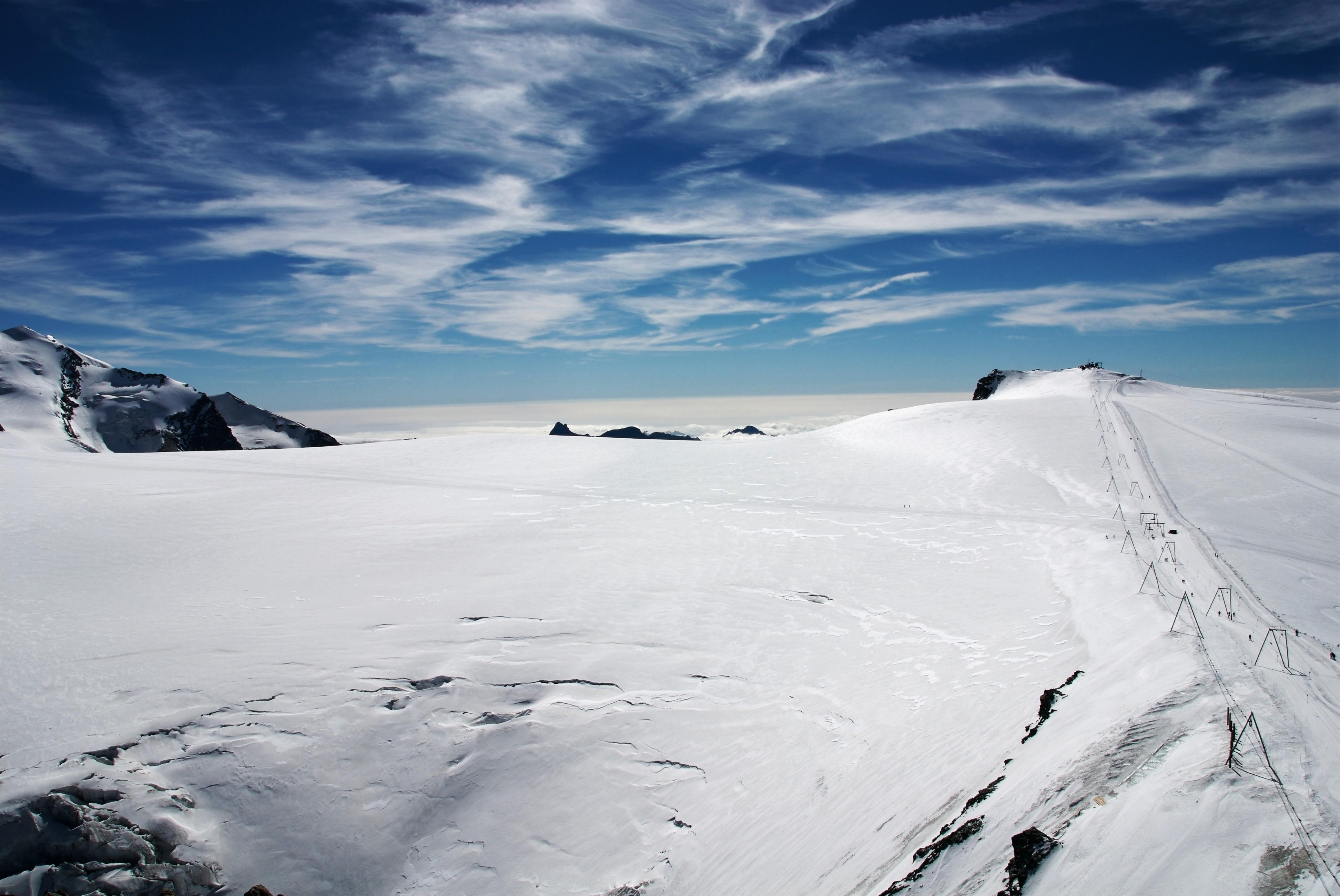
Gobba di Rollin

Il monte principale della valle è il Cervino (4.478 m). Altre vette contornano la valle e tra queste ricordiamo:
- Dent d'Hérens - 4.171 m - lungo la frontiera con la Svizzera e lo spartiacque con la Valpelline
- Punta Margherita - 3.905 m - lungo lo spartiacque con la Valpelline, costituisce il punto più elevato delle Grandes Murailles
- Gobba di Rollin - 3.902 m - lungo lo spartiacque con la val d'Ayas e la frontiera con la Svizzera
- Punta Budden - 3.630 m - lungo lo spartiacque con la Valpelline
- Becca di Luseney - 3.504 m - lungo lo spartiacque con la Valpelline ed il Vallone di Saint-Barthélemy
- Château des Dames - 3.488 m - lungo lo spartiacque con la Valpelline
- Testa Grigia - 3.480 m - lungo la frontiera con la Svizzera
- Punta di Fontanella - 3.384 m - lungo lo spartiacque con la Valpelline
- Grand Tournalin - 3.379 m - lungo lo spartiacque con la val d'Ayas
- Dôme de Cian - 3.351 m - lungo lo spartiacque con la Valpelline
- Monte Roisetta - 3.334 m - lungo lo spartiacque con la val d'Ayas
- Punta Cian - 3.320 m - lungo lo spartiacque con la Valpelline
- Becca di Nana - 3.010 m - lungo lo spartiacque con la val d'Ayas
- Monte Zerbion - 2.722 m - lungo lo spartiacque con la val d'Ayas
- Becca d'Aver - 2.469 m - lungo lo spartiacque con il Vallone di Saint-Barthélemy.

### Valichi alpini

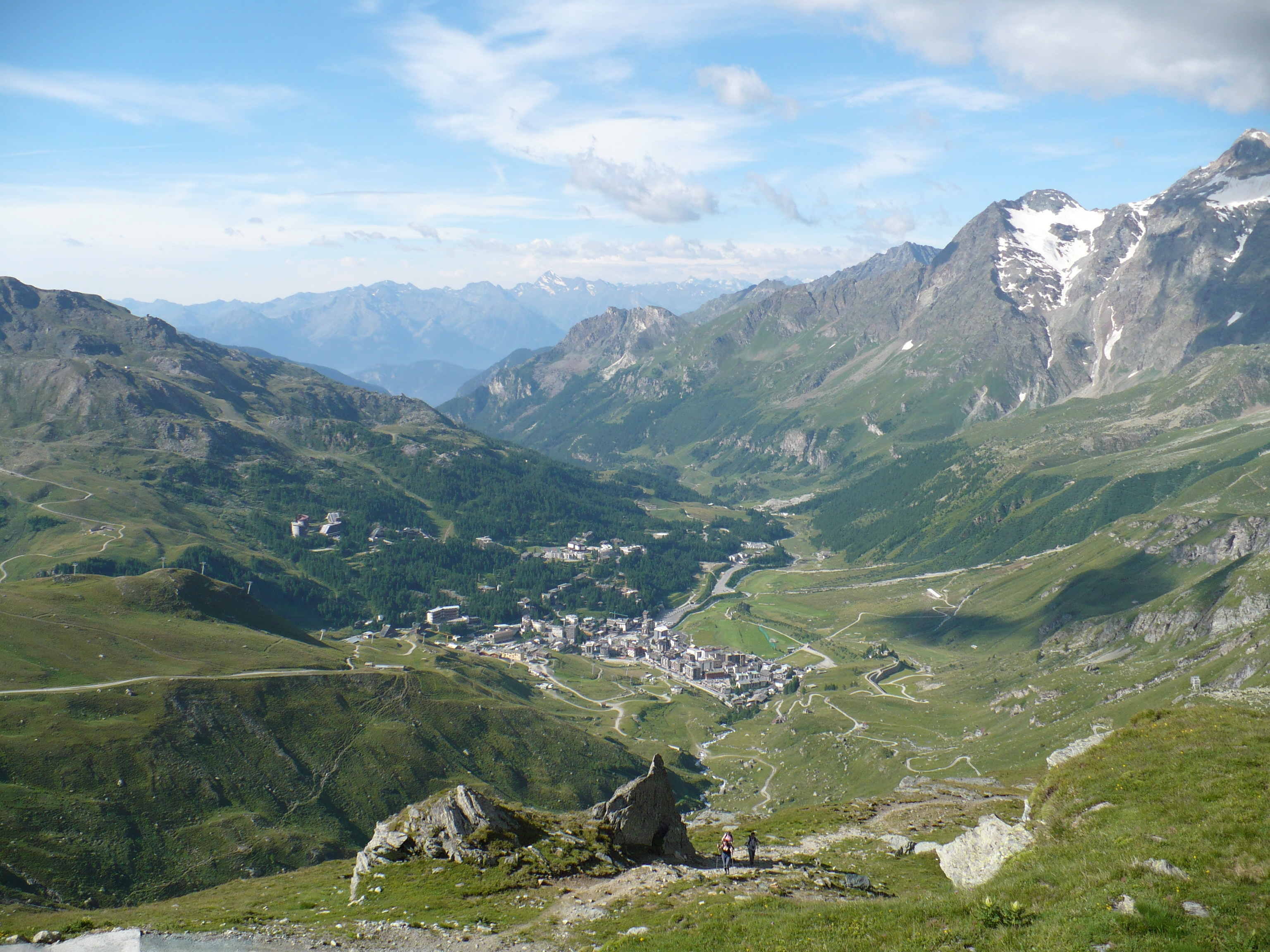
Panorama della valle dal rifugio Duca degli Abruzzi all'Oriondé

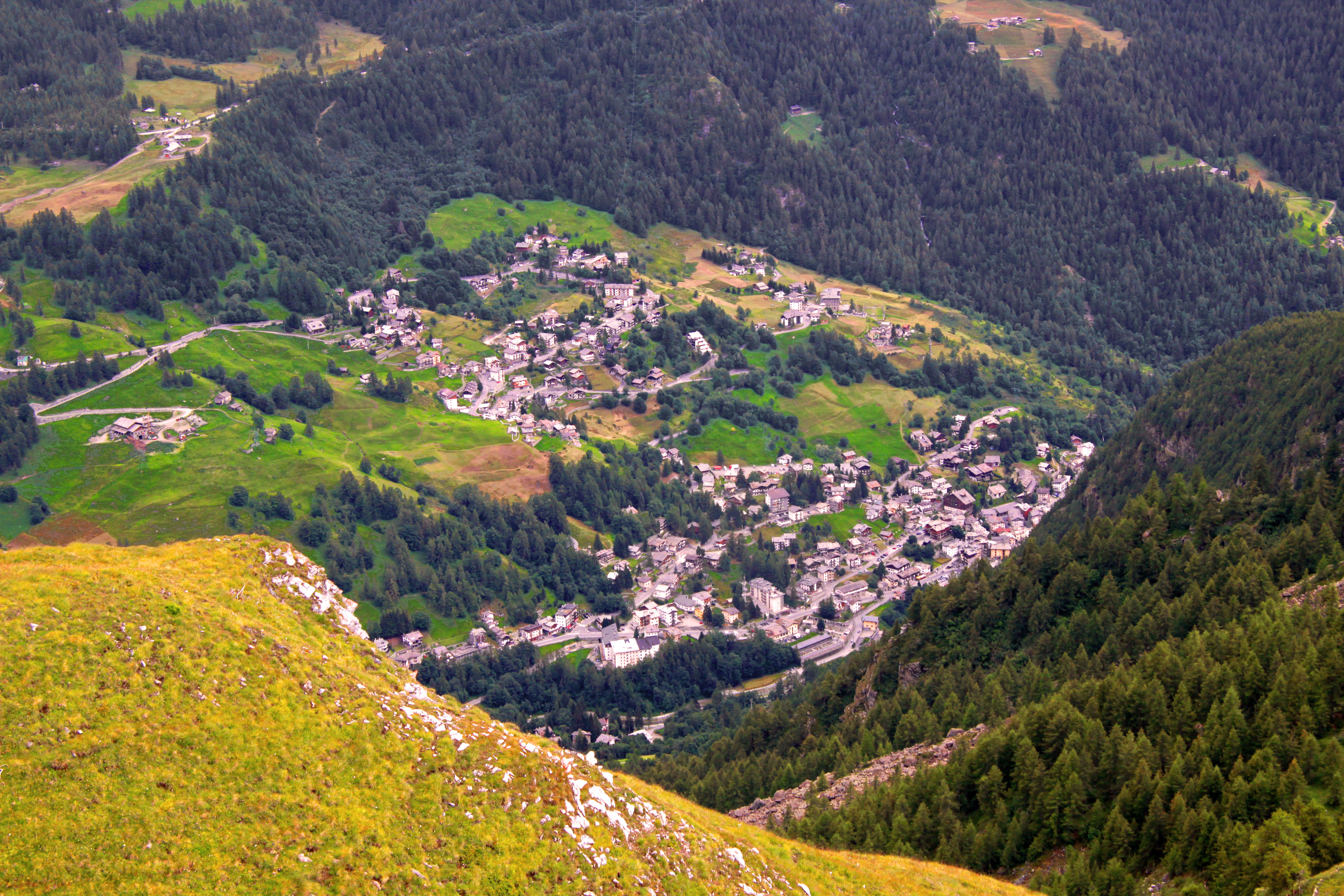
Valtournenche dall'alto

La valle non ha facili collegamenti con le valli vicine. I valichi principali sono:
- Colle del Teodulo (Col Théodule) - 3.322 m - verso la Mattertal
- Colle di Valcornera - 3.066 m - verso la Valpelline
- Colle superiore delle Cime Bianche - 2.980 m - verso la Val d'Ayas
- Col de Nannaz - 2.773 m - verso la Val d'Ayas

### Idrografia

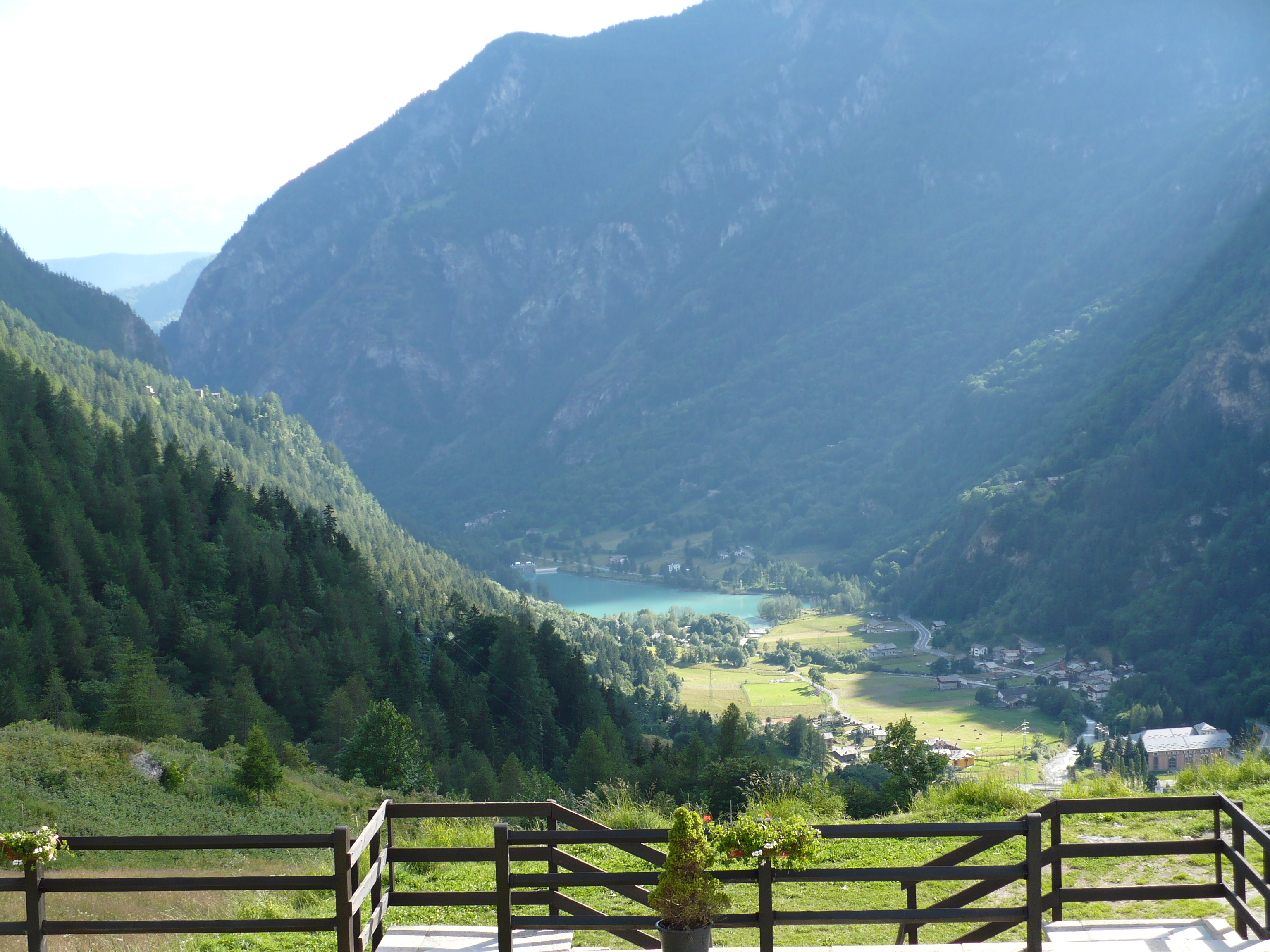
Il lago di Maën visto da Pâquier (capoluogo di Valtournenche)

In Valtournenche sono presenti alcuni laghi artificiali per sfruttare l'energia idroelettrica. I principali sono: 
- Lago di Les Perrères (artificiale) - 1.825 m
- Lago di Cignana (artificiale) - 2.158 m
- Lago Goillet (artificiale) - 2.515 m

## Centri abitati

### Comuni
La valle è percorsa dalla Strada statale 406 di Cervinia, la quale congiunge i vari comuni della valle:
- Valtournenche
- Chamois
- La Magdeleine
- Antey-Saint-André
- Torgnon

### Frazioni
Ci sono centri abitati che non fanno comune ma che hanno comunque una certa notorietà: Breuil-Cervinia, una delle capitali italiane dello sci, e Cheneil, una località sulla sinistra orografica della valle a 2105 m s.l.m.

## Rifugi e bivacchi

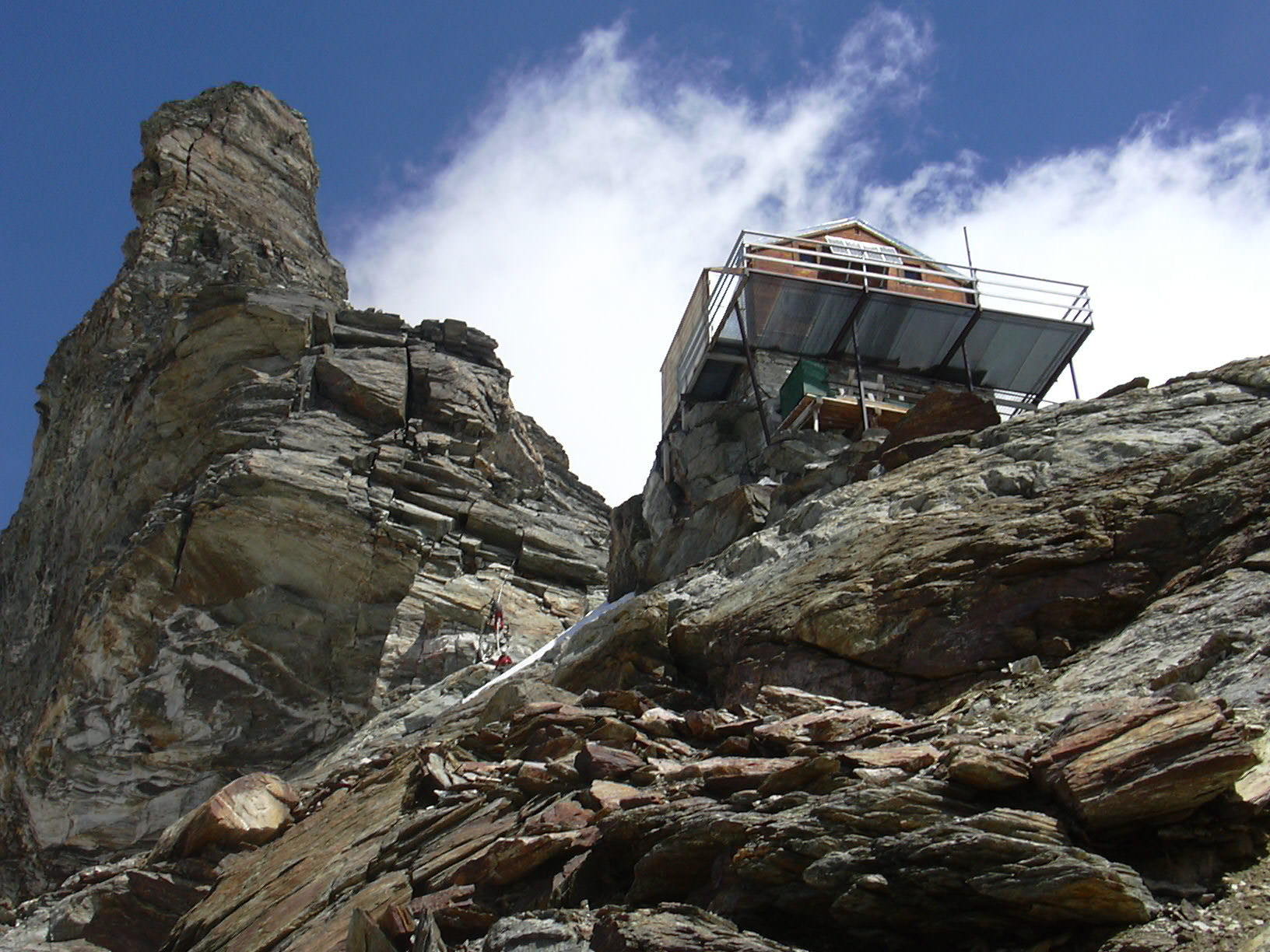
Il rifugio Jean Antoine Carrel

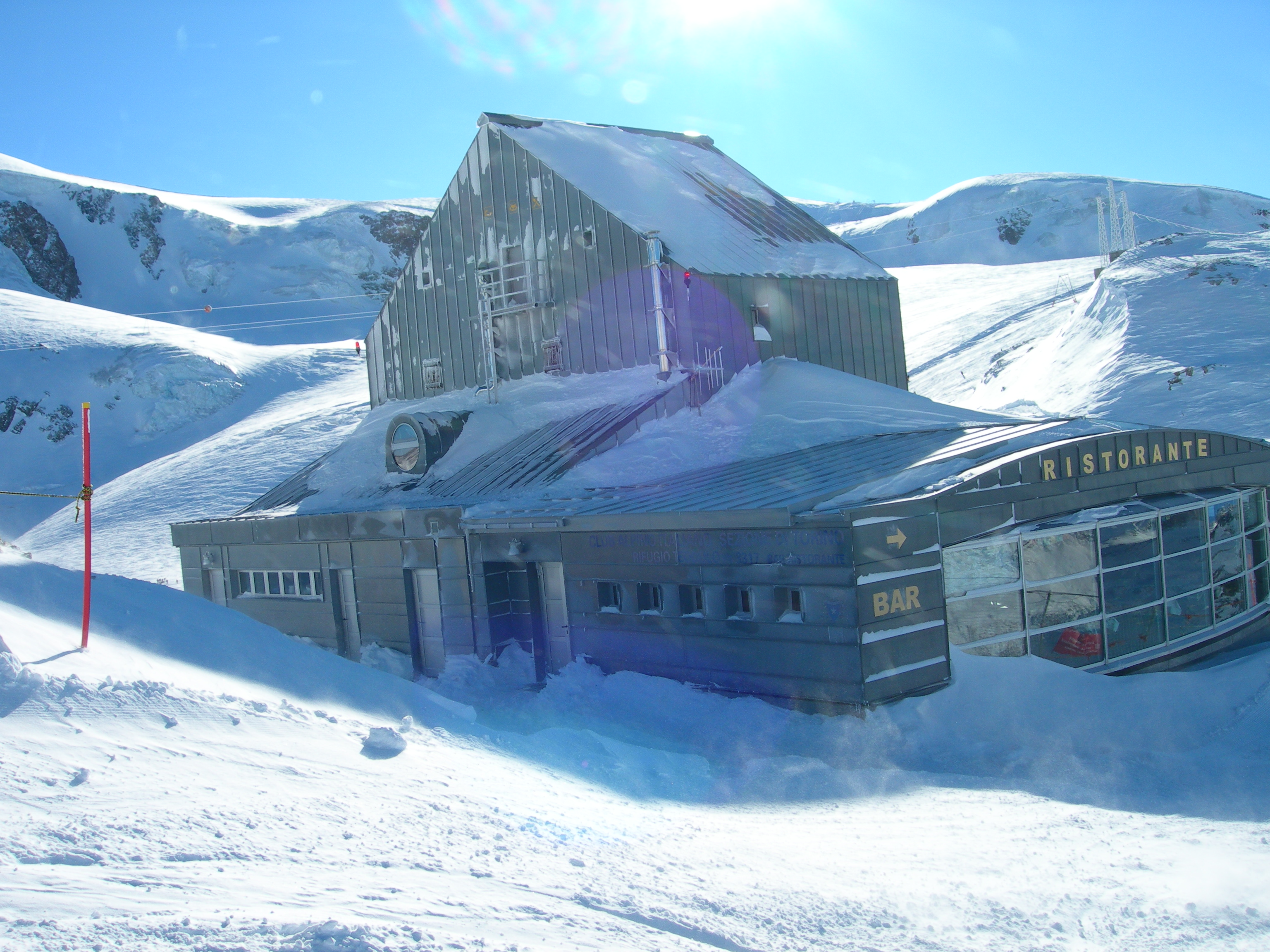
Rifugio Teodulo

Per favorire l'ascensione ai monti della valle e l'escursionismo in alta quota la valle è dotata di alcuni rifugi alpini e bivacchi:
- Rifugio Jean Antoine Carrel - 3.835 m
- Rifugio Guide del Cervino - 3.480 m
- Rifugio Teodulo - 3.317 m
- Rifugio Perucca-Vuillermoz - 2.920 m
- Rifugio Duca degli Abruzzi - 2.802 m
- Rifugio Giovanni Bobba - 2.770 m
- Rifugio Barmasse - 2.169 m
- Rifugio L'Ermitage - 1.927 m
- Bivacco Paolo Perelli Cippo - 3.831 m
- Bivacco Achille Ratti - 3.740 m
- Bivacco Paoluccio - 3.572 m
- Bivacco Giorgio e Renzo Novella - 3.526 m
- Bivacco Enzo e Nino Benedetti - 3.510 m
- Bivacco Oreste Bossi - 3.345 m
- Bivacco Camillotto Pellissier - 3.325 m
- Bivacco Laura Florio - 3.320 m
- Bivacco Umberto Balestreri - 3.142 m
- Bivacco Renzo Rivolta - 2.900 m
- Bivacco Lago Tzan - 2.482 m

La valle è inoltre attraversata dall'Alta via della Valle d'Aosta n. 1, dal tour del Cervino e dal Tour del Monte Rosa.